# Cargokult

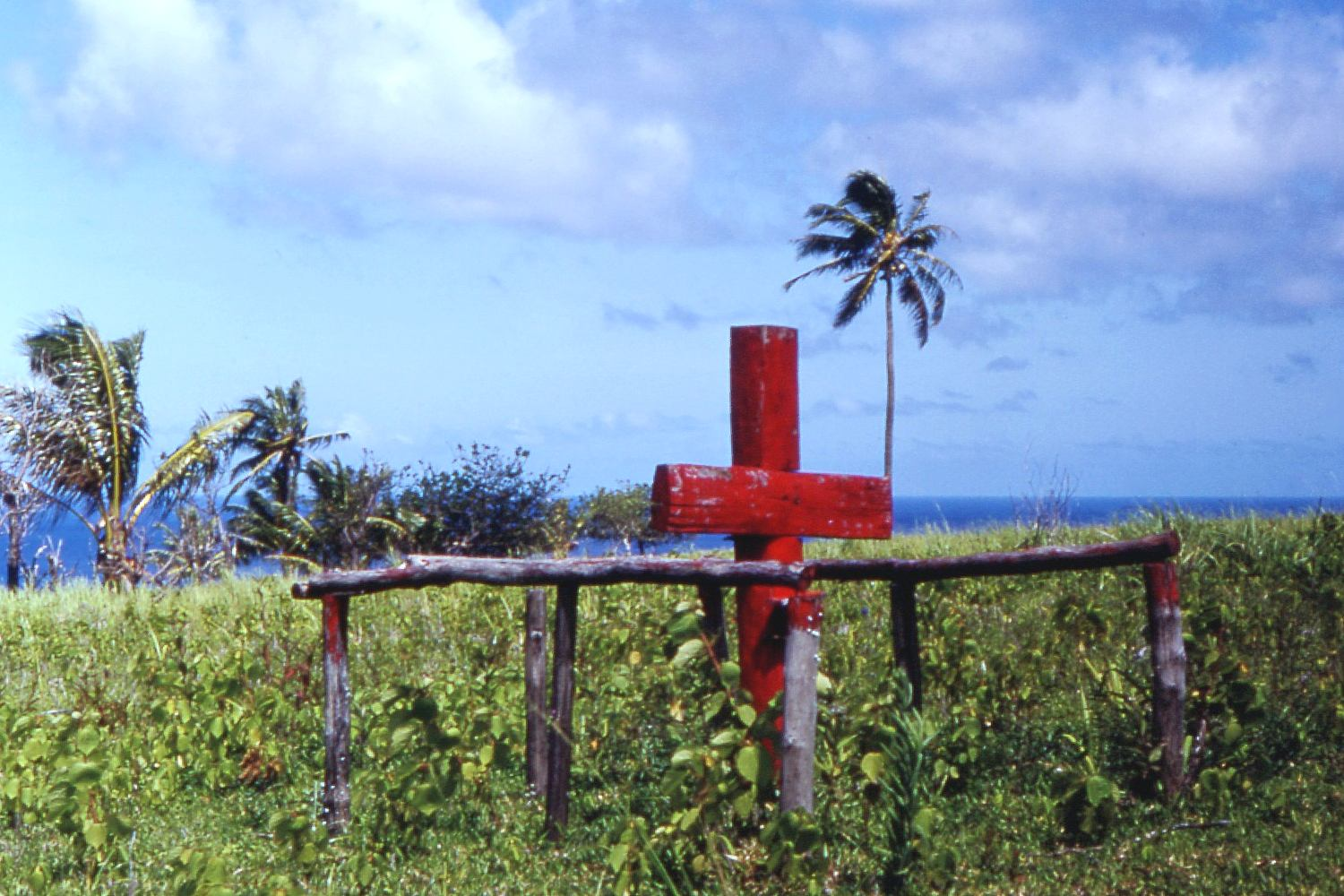
Ceremoniellt cargokultkors på ön Tanna, Nya Hebriderna (numera Vanuatu) 1967.

Cargokult (från engelskans cargo cult) är en samlingsbeteckning på de nyreligiösa rörelser som uppstod under andra världskriget i Melanesien och Nya Guinea, och som på vissa platser ännu finns kvar, som till exempel John Frum-rörelsen på ön Tanna i provinsen Tafea i Vanuatu.

## Bakgrund
Gemensamt för dessa rörelser är att de hyser trosföreställningar av messiansk natur om att någon form av frälsning kommer att erhållas i form av "cargo" (eng. "last"), vilket inbegriper olika former av materiellt välstånd och överflöd. Rörelserna bör ha uppstått då lokalbefolkningen kom i kontakt med den amerikanska armén under striderna mot Japan från 1942 och framåt, och sålunda konfronterades med det amerikanska samhällets materiella överflöd. I fallet med John Frum-rörelsen kvarstår även tron på en specifikt amerikansk frälsarfigur ("John Frum"), som ska leverera cargo, medan andra cargokulter har en något vagare soteriologi. Prins Philip, hertig av Edinburgh är också föremål för en cargokult i Vanuatu (se Prins Philip-rörelsen).
Många gånger tappades oavsiktligt krigsmateriel (kunde vara allt från mediciner till vapen) på kulternas territorium. När dessa "leveranser" upphörde blev människorna förvirrade och undrade varför de inte längre fick saker från till synes ingenstans ifrån. Det var inte ovanligt att kulterna försökte imitera samma verksamheter de sysslade med precis innan de först började få föremål.

## I populärkultur
I filmen Mad Max bortom Thunderdome har överlevande barn ifrån ett flygplanshaveri startat en cargokult.